# عبد الله حسين جبارة
عبد الله حسين جبارة محمد الجبوري (1 تموز 1957 - 29 آذار 2011) سياسي وعسكري عراقي شغل منصب نائب محافظ صلاح الدين محافظة بين عامي 2004 و 2009.

## النشأة
ولدَ عبدُ الله في الأول من تموز (يوليو) سنة 1957 في بلدة العلم شمال شرق تكريت. وتخرج من المدرسة الإعدادية عام 1975.

## في العسكرية
بعد تخرجه من المدرسة الإعدادية، التحق عبد الله بالجيش، ودخل الكلية العسكرية العراقية، وتخرج منها عام 1979 برتبة ملازم في وحدة مدرعة. وفي مسيرته العسكرية، شارك عبد الله في كل حروب العراق. وأصيب عدة مرات خلال مسيرته المهنية، بما في ذلك إطلاق الرصاص عليه ثلاث مرات. 
دخل عبد الله كلية الأركان العراقية عام 1987 وتخرج منها عام 1989. خلال هذه الفترة درس أيضًا في جامعة مدراس، وتخرج بدرجة الماجستير (مع مرتبة الشرف) في العلوم السياسية عام 1991. 
ثم التحق بالكلية العسكرية، وتخرج بمرتبة الشرف عام 2000. بعد ذلك شغل عدة مناصب، منها قيادةُ كتيبة مدرعة، ولواء مدرع، وبعد ذلك توجّهَ التدريس في الكلية العسكرية. 
في عهد صدام حسين، شغل عبد الله حسين أيضًا منصبًا رفيع المستوى في حزب البعث، إذ كان برتبة عضو فرقة حزبية، أي ما يعادل رئيس فرع. كما خدم في الجيش العراقي، وكان نائبًا لقائد فرقة أثناء غزو العراق عام 2003، برتبة عميد. بعد الغزو اعتقلته قوات الاحتلال الأمريكي أفرجت عنه في غضون 24 ساعة بسبب تدخل أحد أقاربه.

## في السياسة
بعد الاحتلال الأمريكي للعراق وإسقاط حكومة صدام حسين، بدأ عبد الله العمل مع قوات التحالف المحتلة. فصار مترجماً فورياً لقوات الاحتلال الأمريكي في عام 2003، غيرَ أنه سرعان ما صعدَ إلى الحكم المحلي. اشتهر بمساهمته مساهمةً حاسمة في إقناع العرب السنة في صلاح الدين بالعمل مع التحالف بدلاً من التحول إلى المقاومة، وقد أشارت إليه برقية دبلوماسية عام 2008 على أنه ربما يكون الشخص الأقوى في المحافظة، ويرجع ذلك جزئيًا إلى الأفراد الذين كان له معهم صلات وثيقة، عائلية أو غير ذلك، كما شغل مناصب عليا في حكومة محافظة صلاح الدين.
خاض عبد الله حملته الانتخابية باسم «لا تصويت» خلال الاستفتاء على الدستور العراقي عام 2005. فعل جبارة ذلك مدعيا أن الاستفتاء سيكون بداية تقسيم العراق، وسيؤدي إلى تبديد ثروة العراق النفطية.
بعد إعدام صدام حسين، كان عبد الله مصاحباً لشيخ ألبو ناصر، علي الندا، لإحضار جثمان صدام إلى تكريت لدفنه. 
يُزعم أن عبد الله متورط في حملة لترهيب الخصوم السياسيين. في أوائل عام 2008، اتهم أعضاء الكتلة الوطنية العربية والحركة الوطنية للتنمية والإصلاح في صلاح الدين عبد الله حسين جبارة والرائد أحمد فحل، رئيس وحدة مكافحة الإرهاب في شرطة صلاح الدين، بالتحرش السياسي. وقد اتُهم الاثنان بإغلاق مكاتب تابعة للأحزاب دون سابق إنذار، واحتجاز حراس المكتب، وتهديد أعضاء الحزب شفهياً. كان السبب المزعوم بسبب صلات ANB المعروفة بالاتحاد الوطني الكردستاني، وعلاقات «الحق» المشهورة بإيران. 
حينئذٍ، أصبح عبد الله حسين جبارة معروفًا بأنه من أشد المنتقدين للقاعدة.

## الوفاة
قُتل عبد الله حسين جبارة بأيدي تنظيم القاعدة في هجوم تكريت عام 2011. وقتل في الهجوم نحو 56 شخصا. وكان من بين القتلى عبد الله ومستشاران آخران. ثلاثتهم أعدمتهم القاعدة بطلقات نارية في الرأس، ثم أحرقت جثثهم. 

## الأسرة
ينتسب عبد الله حسين جبارة إلى عشيرة الجبور. شغل أخوه الأصغر العقيد جاسم حسين جبارة منصبَ مدير الأمن الوطني لمحافظة صلاح الدين. وكان أخوه الأكبر هو شيخ الجبور بمحافظة صلاح الدين.